# Ryszard Praszkier
Ryszard Praszkier (ur. 13 maja 1945) – polski przedstawiciel nauk społecznych, specjalizujący się w psychologii społecznej, przedsiębiorczości społecznej oraz psychoterapii. 
Ryszard Praszkier otrzymał stopień doktora w 2007 na podstawie rozprawy Metody wprowadzania zmian społecznych przez przedsiębiorców społecznych. Habilitację obronił na podstawie pracy Uwarunkowania permanencji zmian społecznych uzyskanych poprzez rozwój kapitału społecznego w 2017 na Wydziale Psychologii Uniwersytetu Warszawskiego. 
Ryszard Praszkier jest badaczem w Instytucie Studiów Społecznych Uniwersytetu Warszawskiego, profesorem w International Institute for Social & European Studies i wykładowcą  Głównym obszarem zainteresowania jest dynamika zmian społecznych, a w szczególności – jakie czynniki powodują, że zmiana jest długofalowa i nieodwracalna. Zajmuje się też znacznymi pokojowymi przemianami społecznymi, na przykład zmianami systemowymi powodowanymi przez innowatorów społecznych czy gospodarczych, ze szczególnym uwzględnieniem właściwości sieci społecznych, które sprzyjają długofalowym zmianom. Ponadto, jest zaangażowany w badanie mechanizmów zwiększających kreatywność jednostek i grup. Ważnym obszarem badawczym jest rola społeczeństwa obywatelskiego w podtrzymywaniu  pokoju. 
Autor i współautor publikacji akademickich, m.in. o przedsiębiorcach społecznych i o sposobach, w jakich znajdują innowacyjne sposoby aby rozwiązywać z ważne, z pozoru nierozwiązywalne problemy społeczne. 
Jako praktyk pracował przez ponad 20 lat (od 1995 roku) dla międzynarodowego stowarzyszenia wzmacniającego innowatorów społecznych Ashoka (obecnie jako konsultant). Przeprowadzał wywiady (jako tzw. second opinion reviewer) z ponad 200 kandydatami do Ashoki w wielu krajach świata. 
Przed Ashoką był (i dalej jest) licencjonowanym psychoterapeutą i superwizorem psychoterapii obu Polskich Towarzystw: Psychologicznego i Psychiatrycznego. W latach 80. i 90. współzałożyciel i kierownik Osiedlowego Ośrodka Zdrowia Psychicznego Dzieci i Młodzieży „Synapsis”. Współzałożyciel i członek Rady Fundacji Synapsis dla dzieci autystycznych. 
Hobby: zdjęcia podwodne

## Wybrane publikacje
- Praszkier, R. & Zabłocka, A. (2021). The Perception of Doability and How Is It Measured. Mind & Society, 20(2). DOI: 10.1007/s11299-021-00284-2.
- Zmieniać nie zmieniając. Ekologia problemów rodzinnych.  (1991), Warszawa: WSiP. ISBN 83-02-04827-5
- Praszkier, R. (2014). Empathy, mirror neurons and SYNC. Mind & Society, 15(1): 1- 25.
- Praszkier, R. (2018). Empowering Leadership of Tomorrow, New York: Cambridge University Press, ISBN 978-1-108-43380-8
- Social Entrepreneurship: Theory and Practice (wspólnie z Andrzejem Nowakiem, (2012), New York: Cambridge University Press ISBN 978-83-264-0746-8
- Praszkier, R. (2019). Working Wonders: How to Make the Impossible Happen. New York: Cambridge University Press, ISBN 1-108-45072-5.
- Nowak., A., Vallacher, R., Rychwalska, A. & Praszkier, R., Żochowski, M. (2020). In Sync: The emergence of function in minds, groups, and societies. New York, NY: Springer, ISBN 978-3-030-38987-1